# شوغیک مکرتچیان
شوغیک هونانی مکرتچیان (ارمنی: Շողիկ Հովնանի Մկրտչյան؛  زادهٔ ۲۳ سپتامبر ۱۹۱۱ - درگذشته ۱۶ ژوئیهٔ ۲۰۰۰) خواننده اهل ارمنستان بود.

## زندگی‌نامه
وی در ۲۳ سپتامبر ۱۹۱۱ در روستای Ընձակ به دنیا آمد و از کالج دولتی موسیقی رومانوس ملیکیان فارغ‌التحصیل گشت. وی همچنین برنده جوایزی همچون هنرمند مردمی ارمنستان شوروی (۱۹۵۴)، نشان پرچم سرخ کار و نشان برجسته افتخار شد. وی در ۱۶ ژوئیهٔ ۲۰۰۰ در سن ۸۸ سالگی در ایروان درگذشت.

## نگارخانه

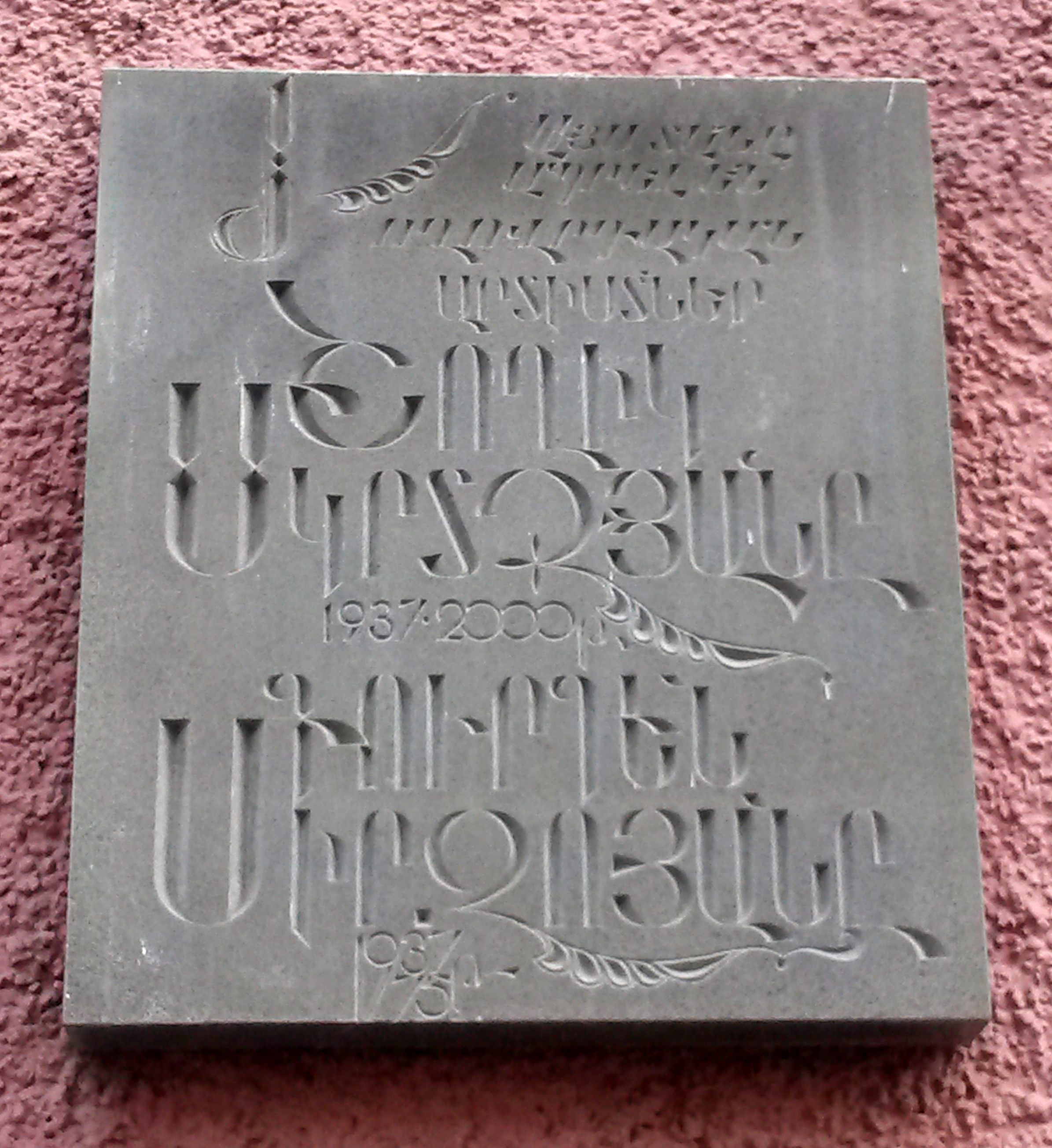